# Károly Kiszely

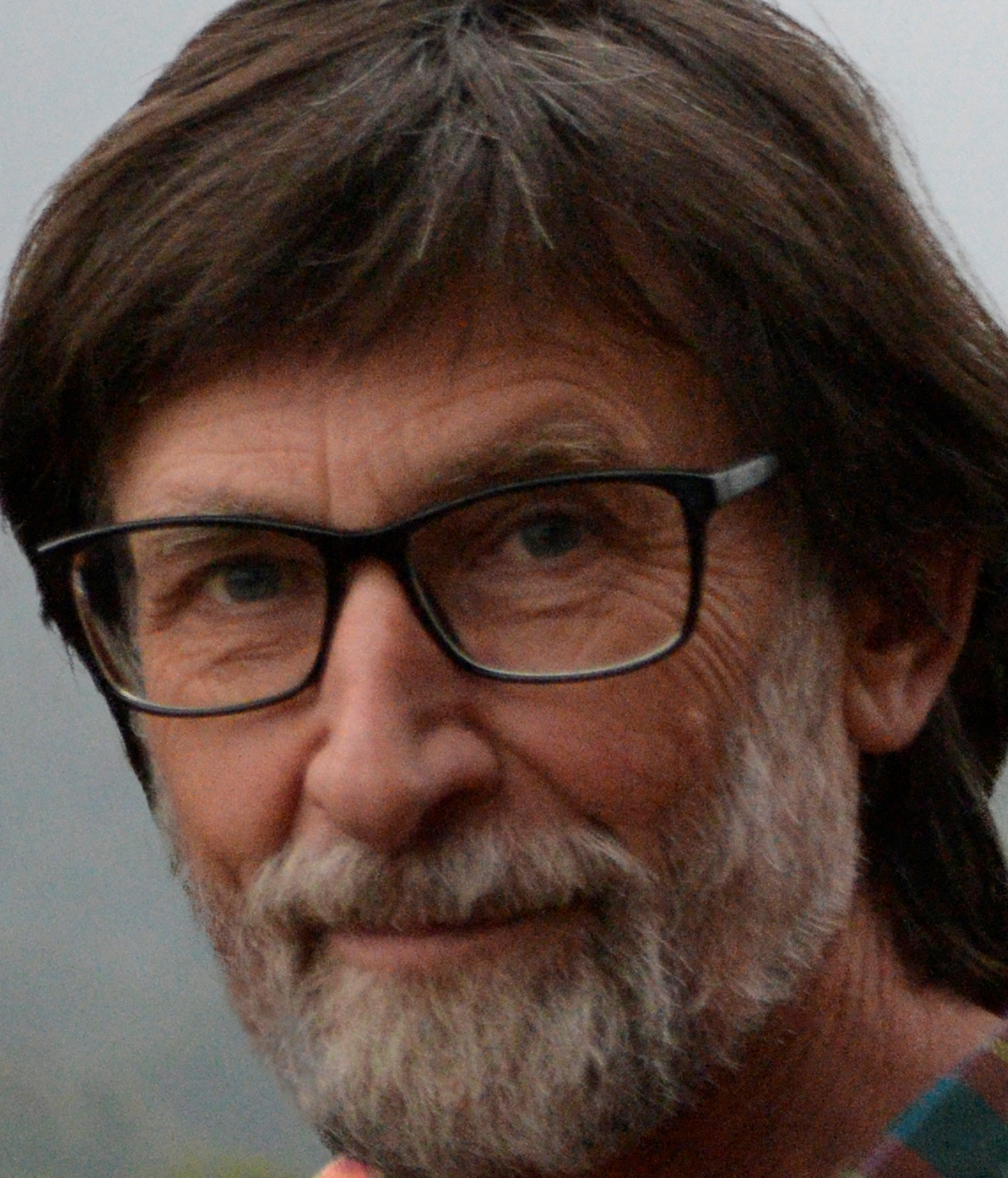
Károly Kiszely

Károly Kiszely (* 1953 in Ungarn) ist ein Naturschützer, „Aussteiger“, Umweltpublizist und Essayist, grüner Vordenker, Bürgerrechtsaktivist, ehemals Mitglied und Publizist des liberalen Widerstandes und der „Samisdat“-Bewegung in Ungarn 1981–1989.

## Leben
Kiszely war der erste bekannte Wehrdienstverweigerer in Ungarn, der (nicht als Angehöriger einer Kleinkirche) den Wehrdienst aus Gewissensgründen verweigert hatte, deswegen verbüßte er eine Haftstrafe 1976 bis 1979. Kiszely hat den Zivildienst und die Abschaffung des allgemeinen Präsenzdienstes in Ungarn und im östlichen Europa initiiert. Er gilt als einer der Pioniere des grünen Gedanken in Ungarn (deutsch Grüne Meditationen, Unabhängiger Samisdatverlag ABC, 1985; Grundkenntnisse des Umweltschutzes – aber anders, Verlag 3. Part, 1995) und war Initiator der Institution des „Ombudsmannes von kommenden Generationen im ungarischen Parlament“ (Umweltanwalt des Parlaments) sowie Mitbegründer und Koordinator der Initiative für einen Nationalpark Őrség (im Dreiländereck Österreich-Ungarn-Slowenien, gemeinsam mit dem Mykologen Zagyva Tibor).
Kiszely hat 5 Kinder und ist geschieden. Derzeit lebt, schreibt und fotografiert er in einem Waldhaus im Dreiländereck Österreich-Ungarn-Slowenien, hat mehrere Pferde und andere Tiere.

## Schriften (Auswahl)
- My Time Inside for Saying No to Arms, in: END. Journal of European Nuclear Disarmament, Nos. 16/17, Summer 1985, p. 10.
- Die Ungarnsituation: Ein Märchen von den Gebrüdern Grimm? Mai 2013, Grüne Bildungswerkstatt (Online)
- Ungarn-Krimi – Europa-Krimi? In: Planet-Burgenland. 8. April 2014 (Online)
- Das Land der Pseudoerscheinungen In: IG Kultur Steiermark (Hg.): Es gibt viel zu tun. Für eine Demokratisierung der Kulturpolitik im 21. Jahrhundert. Graz 2014, S. 61–65.